# آلفرد آپاکا
آلفرد آپاکا (انگلیسی: Alfred Apaka؛ ۱۹ مارس ۱۹۱۹ – ۳۰ ژانویهٔ ۱۹۶۰) خواننده‌ای اهل ایالات متحده آمریکا بود.